# Ізабела (принцеса Бразильська)
Ізабелла Спасителька, імперська принцеса Бразильська, де-юре імператриця Бразилії Донна Ізабела I (повне ім'я, порт. Isabel Cristina Leopoldina Augusta Micaela Gabriela Rafaela Gonzaga de Bourbon e Bragança, 29 липня 1846 — 14 листопада 1921) — спадкоємиця трону Бразильської імперії, що мала титул імперської принцеси Бразильської протягом останніх десятиліть царювання її батька Педру II, і кілька разів займала посаду регента. Після падіння монархії та смерті Педру II вона стала головою Бразильської імператорської династії і де-юре імператрицею Бразилії.
Займала посаду регентки Бразилії тричі, під час відсутності її батька в країні. В політичній історії Бразилії Ізабелла була першою жінкою-правителькою в постколоніальний період.
У 1888 підписала так званий Золотий Закон, що скасував рабство в Бразильській імперії. За її благочестя та роль у скасуванні рабства в Бразилії, папа римський Лев XIII дарував Ізабеллі Золоту троянду.
У 1889 в результаті військового перевороту бразильська монархія була повалена, що не дало Ізабелі можливості зайняти трон.
Померла 14 листопада 1921 в замку О у Франції.